# Todd J. Greenwald
Todd J. Greenwald é um produtor, roteirista, diretor e ator norte-americano. É mais conhecido por criar a série Wizards of Waverly Place, do Disney Channel. 

## Trabalhos

### Produtor Executivo
- D.O.T.S. (2004)

- Wizards of Waverly Place (2007–2010)

- Wizards of Waverly Place: The Movie (2009)

### Co-Produtor
- California Dreams (1992)

### Supervisão de Produção
- Hang Time (1995)

### Co-Produtor Executivo
- City Guys (1999–2001)

### Produtor de Consulta
- Hannah Montana

### Escritor
- Saved by the Bell: The New Class (1993–1995)

- Life with Roger (1996)

- City Guys (1999–2001)

- According to Jim (2001–2002)

- Family Affair (2002)

- Hannah Montana (2006-2009)

- Wizards of Waverly Place (2007–2010)

### Editor Executivo da História
- Life with Roger (1996)

- According to Jim (2002)

### Editor da História
- Saved by the Bell: The New Class (1993)

### Diretor
- Wizards of Waverly Place (2007)

### Ator
- City Guys (2001)

### Assistente de Câmera
- Saved by the Bell: Hawaiian Style